# De Schorpioen (film)
De Schorpioen is een Nederlandse film uit 1984 van Ben Verbong met in de hoofdrollen Peter Tuinman en Monique van de Ven. 
De film is gebaseerd op een origineel scenario van Ben Verbong en Pieter de Vos. De film heeft als internationale titel The Scorpion. De kritiek waren gemengd, men prees de acteurprestaties en de sfeer van de familie, maar bekritiseerde het soms te ingewikkelde verhaal. In de bioscoop was de film geen groot succes.

## Verhaal
Het is 1956 en vrachtwagenchauffeur Loe Wolff heeft schoon genoeg van 'herrijzend Nederland'. Hij wil naar Amerika emigreren, maar het ontbreekt hem aan geld om de stap te zetten. Als hij van zijn baas een bepaald bedrag in beheer krijgt, waagt hij een gokje. Maar het gaat mis en Loe vergokt het hele bedrag. Wanhopig probeert hij de vrachtauto, eigendom van zijn baas, te verkopen, maar ook dat lukt niet. Zijn baas komt achter de hele affaire, maar tot verbazing van Loe doet deze geen aangifte bij de politie. De man doet Loe zelfs een voorstel dat te mooi lijkt om waar te zijn, hij krijgt een paspoort met een nieuwe identiteit en geld om naar de VS te emigreren. Hij gaat naar een nachtclub om het te vieren en komt in contact met het animeermeisje Anna. Als hij de volgende morgen wakker wordt, Leest Loe in de krant dat een man met de naam 'Loe Wolff' is omgekomen bij een ongeluk met een vrachtwagen. Het begint Loe langzaam te dagen dat hij naar alle waarschijnlijkheid ook uit de weg zal worden geruimd en dat zijn enige kans is om uit te zoeken wie achter het ongeluk zit. Samen met Anna gaat hij op onderzoek en komt op het spoor van een organisatie die een aantal jaren geleden wapens leverde aan de Indonesische opstandelingen ten tijde van de Indonesische Onafhankelijkheidsoorlog (1945-1949). Loe licht langzaam de deksel van een gigantische doofpot waarbij ook vertegenwoordigers van de Nederlandse regering zijn betrokken. Loe dreigt alles bekend te maken, maar vindt hierbij de nodige obstakels op zijn weg.

## Rolverdeling
| Acteur                | Personage             |
| --------------------- | --------------------- |
| Peter Tuinman         | Loe Wolff             |
| Monique van de Ven    | Anna                  |
| Adrian Brine          | Karl                  |
| Henk van Ulsen        | Kemp                  |
| Rima Melati           | Baboe Kemp            |
| Edwin de Vries        | Ducroo                |
| Marijke Veugelers     | Helma                 |
| Han Kerkhoffs         | Fred                  |
| Senne Rouffaer        | Knipper               |
| Hans Holtkamp         | Monteur               |
| Diane Lensink         | secretaresse          |
| Loes Luca             | animeermeisje         |
| Teddy Schaank         | Anna's moeder         |
| Huub Stapel           | Vaandrig              |
| Frank van Oortmerssen | Kapitein              |
| Fred Vaassen          | gevangenbewaarder     |
| Ben Verbong           | Assistent Resident    |
| Wim Wama              | Gevangenisbewaarder   |
| Ab Abspoel            | Dikke man             |
| Joop van de Donk      | Man 1                 |
| Fritz Kampinga        | Man 2                 |
| Sam Tjioe             | Man 3                 |
| Marc Krone            | Amerikaanse soldaat 1 |
| Willem Boogaard       | Amerikaanse soldaat 2 |

## Achtergrond
In 1981 had regisseur Ben Verbong veel succes met zijn speelfilmdebuut  Het meisje met het rode haar, over verzetsstrijdster Hannie Schaft. In zijn volgende film wilde hij weer samenwerken met Renée Soutendijk die in Het meisje met het rode haar de hoofdrol had gespeeld. Maar Soutendijk bleek zwanger en dus week Verbong uit naar de andere actrice die in de jaren tachtig van de vorige eeuw aan de filmtop stond, Monique van de Ven. De andere hoofdrol in zijn nieuwe film zou worden gespeeld door Peter Tuinman die in Het meisje met het rode haar de mannelijke hoofdrol had vertolkt. De nieuwe film van Verbong sneed een thema aan dat nog niet eerder in een Nederlandse film was gebruikt, het optreden van het Nederlandse leger tijdens de Indonesische Onafhankelijkheidsoorlog (1945-1949) Nederland erkende in 1945 de door de Indonesiërs uitgeroepen Republiek Indonesië niet en zag het als een opstand tegen het wettige Nederlandse gezag. Bij de acties in Indonesië kwamen ongeveer 5000 Nederlandse militairen om het leven en circa 100.000 Indonesiërs.
Verbong wilde een politieke thriller maken, en tegelijkertijd een psychologisch drama over een man in een identiteitscrisis en een in leven teleurgesteld animeermeisje. Volgens de kritiek was de film prachtig vastgelegd door cameraman Theo van de Sande, was de wat treurige sfeer van de jaren vijftig goed getroffen en de acteerprestaties sterk. Maar men vond de film vastlopen in het ingewikkelde verhaal en vervlechting tussen politieke thriller en psychologisch drama die niet uit de verf lijkt te komen.

## Prijzen
Monique van de Ven won een Gouden Kalf in de categorie, Beste vrouwelijke hoofdrol.